# 氟氯碘甲烷
氟氯碘甲烷是一种有机化合物，化学式为CHClFI，是三卤代甲烷的一种，为手性分子。它可由氯二碘甲烷和氟化汞反应得到。在100 mmHg、110 °C加热干燥的(+)-马钱子碱氟氯碘乙酸盐，可以得到(+)-氟氯碘甲烷（ee 63.3%）。